# Kim Mjong-won
Kim Mjong-won (korejsky: 김명원; hanča: 金明元; * 15. července 1983) je severokorejský fotbalový útočník, který hraje za klub FC Ulánbátar v mongolské Premier League. Je známý svou závratnou rychlostí, v Severní Koreji je známý jako The Chariot (Vůz).

## Reprezentační kariéra
Kim hrál za severokorejský národní tým od svého prvního vystoupení v roce 2003 dvanáctkrát a byl povolán do 23členného kádru pro Mistrovství světa ve fotbale 2010. Byl ale zaregistrován jako jeden ze tří brankářů, protože všechna mužstva musí nominovat tři způsobilé brankáře pro turnaj. Trenér Kim Čong-hun očekával, že tak na turnaj dostane více kvalitních útočníků, ale FIFA mu nařídila, že Kim bude moci hrát pouze jako brankář a ne jako hráč v poli. Za svůj klub nastoupil jako brankář pouze jednou, tehdy však předvedl svou dovednost v chytání penalt.